# Stadion kraj Bežanijske crkve
Stadion kraj Bežanijske crkve – stadion piłkarski w Belgradzie, stolicy Serbii. Obiekt może pomieścić 2012 widzów. Swoje spotkania rozgrywają na nim piłkarze klubu FK Bežanija.